# Телфорд (Теннессі)
Телфорд (англ. Telford) — переписна місцевість (CDP) в США, в окрузі Вашингтон штату Теннессі. Населення — 909 осіб (2020).

## Географія
Телфорд розташований за координатами 36°15′12″ пн. ш. 82°32′52″ зх. д. / 36.25333° пн. ш. 82.54778° зх. д. (36.253429, -82.547757).  За даними Бюро перепису населення США в 2010 році переписна місцевість мала площу 6,40 км², уся площа — суходіл.

## Демографія
Згідно з переписом 2010 року, у переписній місцевості мешкала 921 особа в 347 домогосподарствах у складі 260 родин. Густота населення становила 144 особи/км².  Було 397 помешкань (62/км²).
Расовий склад населення:
| - 97,9 % — білих - 0,3 % — чорних або афроамериканців |

До двох чи більше рас належало 1,2 %. Частка іспаномовних становила 2,0 % від усіх жителів.
За віковим діапазоном населення розподілялося таким чином: 22,6 % — особи молодші 18 років, 65,7 % — особи у віці 18—64 років, 11,7 % — особи у віці 65 років та старші. Медіана віку мешканця становила 38,5 року. На 100 осіб жіночої статі у переписній місцевості припадало 98,9 чоловіків;  на 100 жінок у віці від 18 років та старших — 98,1 чоловіків також старших 18 років.
Середній дохід на одне домашнє господарство  становив 44 360 доларів США (медіана — 40 580), а середній дохід на одну сім'ю — 48 049 доларів (медіана — 47 614). Медіана доходів становила 24 250 доларів для чоловіків та 24 861 долар для жінок. За межею бідності перебувало 2,6 % осіб, у тому числі 0,0 % дітей у віці до 18 років та 9,4 % осіб у віці 65 років та старших.
Цивільне працевлаштоване населення становило 398 осіб. Основні галузі зайнятості: освіта, охорона здоров'я та соціальна допомога — 23,1 %, мистецтво, розваги та відпочинок — 14,3 %, будівництво — 11,3 %, виробництво — 10,8 %.